# Life Guards
Los Life Guards son el regimiento más antiguo del Ejército Británico y parte de la Caballería Doméstica, en conjunto con los Blues and Royals. Participan en la seguridad de las residencias reales, tanto en Londres como en Windsor y en el acompañamiento  del monarca y su familia durante eventos de estado, además de pelear en operaciones como regimiento de caballería blindada.

## Rol
Como parte de la División Doméstica del Ejército, los guardias prestan servicio en múltiples ubicaciones protegiendo a las residencias reales (incluyendo el Palacio de Buckingham, la Torre de Londres, el Palacio de Kensington, entre otros). Suelen formar parte en dichas ubicaciones de las ceremonias del cambio de la guardia en conjunto con otros regimientos británicos y de la Mancomunidad de Naciones. Los guardias en estos roles tienen su asiento en Londres.
Además de sus roles ceremoniales y relacionados con la seguridad del estado, los Guardias de la Vida han participado en operaciones de combate desde el 1660. Combatieron en múltiples guerras continentales europeas, en las Malvinas, en la guerra del Golfo, así como en los conflictos de Irak y Afganistán.

## Historia
Los Guardias de la Vida crecieron a partir de las cuatro tropas de caballería (formados exclusivamente por caballeros-soldados hasta la transformación de las dos últimas tropas restantes en Regimientos de Guardias de la Vida en 1788) creados por Carlos II en la época de su restauración, más dos tropas de Grenadier Guards a caballo (rango compuesto por plebeyos), que se formaron algunos años después. 
- La primera tropa se creó originalmente en 1658 como la propia tropa de guardias de caballos de Su Majestad. Formaron parte del contingente criado por el exiliado rey Carlos II como su contribución al ejército del rey Felipe IV de España que luchaba contra los franceses y sus aliados, la Mancomunidad inglesa bajo el Lord Protector Oliver Cromwell en la Guerra franco-española y la concurrente Guerra anglo-española.
- La segunda tropa fue fundada en 1659s.
- La tercera tropa, como la primera tropa, se formó en 1658 a partir de realistas exiliados y fue inicialmente conocida como la Tropa de Guardias de Caballo del Duque de York.
- La cuarta tropa se crio en 1661 en Inglaterra.
- La primera tropa de guardias de granaderos a caballo se formó en 1693 a partir de la fusión de tres tropas de granaderos.
- La segunda tropa de guardias de granaderos a caballo se creó en Escocia en 1702.

Estas unidades vieron acción por primera vez durante la Tercera Guerra Anglo-holandesa en 1672 y luego en la Batalla de Sedgemoor durante la Rebelión de Monmouth en 1685.
Algunas tropas se disolvieron en 1746. En 1788, las 1ª y 2ª tropas restantes, junto con las dos tropas de Guardias de Granaderos a Caballo, se reorganizaron en dos regimientos, el 1º y 2º Regimiento de los Guardias de la Vida. A partir de entonces (1788), sus filas se formaron principalmente de plebeyos y la mayor parte de los caballeros-soldados fueron pensionados.
En 1815 formaron parte de La Brigada Doméstica en la Batalla de Waterloo bajo el mando del General de División Lord Edward Somerset.
En 1821, los Guardias de la Vida bajo el mando del Capitán Oakes dispararon contra los dolientes que intentaban redirigir la procesión fúnebre de la Reina Carolina por la ciudad de Londres. Dos civiles fueron asesinados. Aunque se presentaron cargos de homicidio, no se efectuaron represalias contra ningún miembro de la guardia.
A fines de 1918, después de mucho servicio en la Primera Guerra Mundial, los dos regimientos renunciaron a sus caballos y fueron reconvertidos como batallones de ametralladoras, convirtiéndose en el 1 ° y 2 ° Batallón del Regimiento de Ametralladoras. Volvieron a sus nombres y roles anteriores después del final de la guerra. En 1922, los dos regimientos se fusionaron en un solo regimiento, los Guardias de la Vida.
Durante la Segunda Guerra Mundial, los Guardias de la Vida tomaron parte en los desembarcos de Normandía y el avance a través de Francia para liberar Bruselas.
Los Guardias de la Vida, tienen una estructura de rango peculiar no comisionada: carecen de sargentos, reemplazándolos con múltiples grados de cabo.

## Uniforme

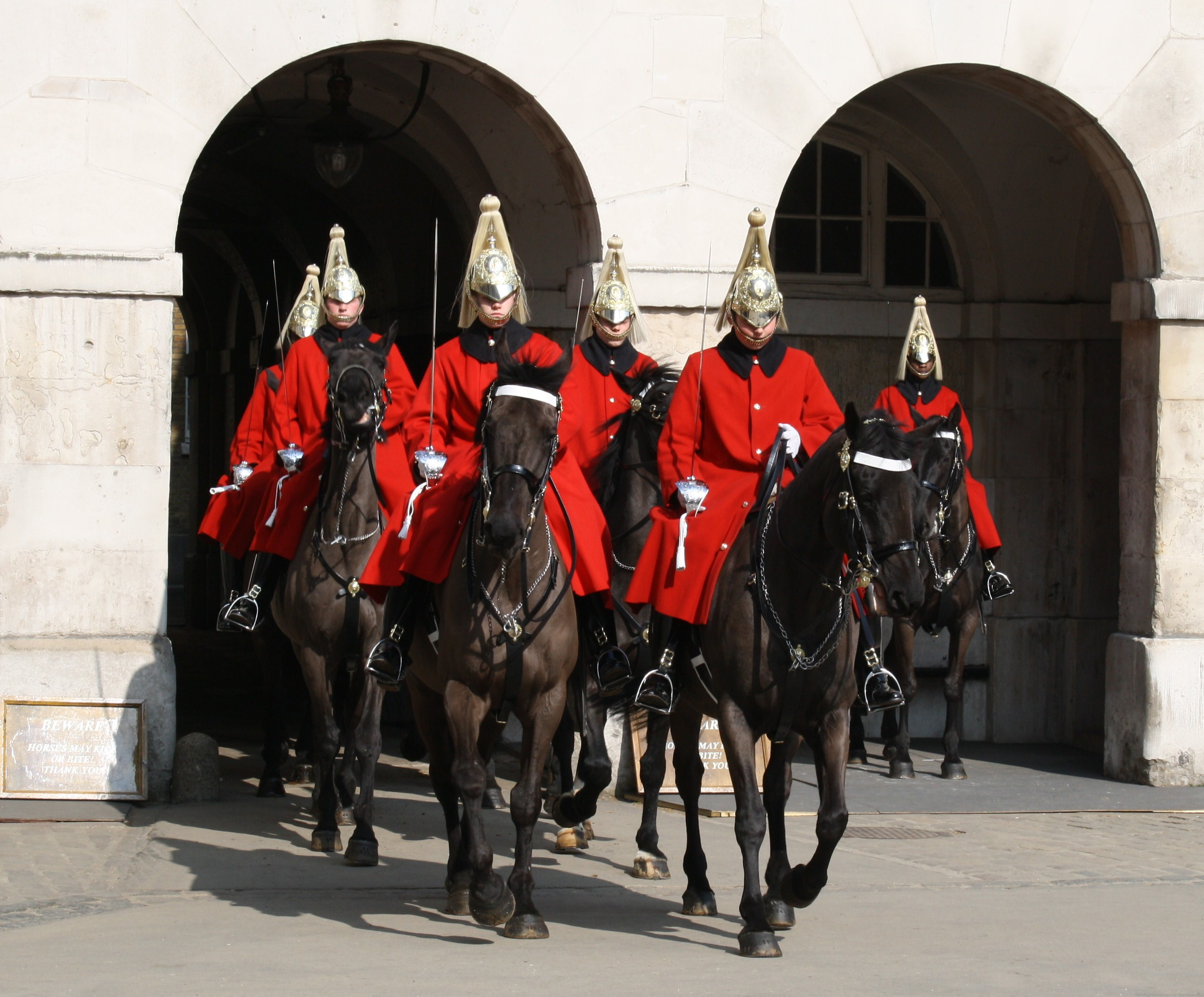
Los Guardias de la Vida, en el Palacio de Whitehall, Londres.

En ocasiones ceremoniales, los Guardias de la vida llevan una túnica escarlata, una coraza metálica y un casco a juego con un llorón blanco que lleva en la parte superior en forma de "cebolla"; las excepciones a esto son los trompetistas del regimiento, que usan una pluma roja, y los herradores, que usan túnicas azules y tienen una pluma negra. Además, los Guardias de la Vida llevan la correa de la barbilla debajo del labio inferior, a diferencia de los Blues and Royals que la llevan debajo de la barbilla. En la vestimenta de servicio, los Oficiales de los Salvavidas  llevan un cordón rojo en el hombro derecho, así como un cinturón de Sam Browne. Los Salvavidas, como parte de la División Doméstica, no usan la Estrella de la Orden del Baño como parte de las insignias de rango de oficiales, sino que emplean la Estrella de la Orden de la Jarretera.

## Coroneles en jefe
Los Coroneles en jefe de este regimiento han sido:
- 21 de mayo de 1922 - 1 de febrero de 1936: Mariscal de Campo SM el Rey Jorge V
- 1 de febrero de 1936 - 10 de diciembre de 1936: Mariscal de Campo SM el Rey Eduardo VIII
- 10 de diciembre de 1936 - 6 de febrero de 1952: Mariscal de Campo SM el Rey Jorge VI
- 6 de febrero de 1952 - 8 de septiembre de 2022: SM la Reina Isabel II
- 8 de septiembre de 2022 - presente: Mariscal de Campo SM el Rey Carlos III